# Roebourne
Roebourne is een plaats in de regio Pilbara in West-Australië. Het ligt 1.563 kilometer ten noordnoordoosten van Perth, 202 kilometer ten westen van Port Hedland en 38 kilometer ten oosten van Karratha. In 2021 telde Roebourne 975 inwoners tegenover 920 in 2006. Bijna 75% van de bevolking is van afkomst Aborigines.

## Geschiedenis
De Ngarluma, Yindjibarndi, Martuthunia en Yaburara Aborigines leefden reeds dertigduizend jaar in het gebied toen Phillip Parker King met de Mermaid de Dampier-archipel aandeed. King gaf de Lewis, Enderby en Intercourse eilanden hun namen en vernoemde de Nickolbaai naar een overboord geslagen matroos. In 1861 ging Francis Thomas Gregory met het schip Dolphin in de Nickolbaai voor anker. Zijn expeditie om de Pilbara te verkennen, ging aan land in Hearson's Cove. Gregory's positieve verslagen lokten vervolgens de eerste pioniers naar het gebied. Walter Padbury besliste een schapenstation in het noordwesten op te richten en ging in 1863 te Tien Tsin, zo vernoemd naar de bark die hem tot daar voerde, aan land. Ook John Wellard vestigde zich er dat jaar. John en Emma Withnell kwamen in april 1864 toe en begonnen een schapenstation aan de voet van Mount Welcome nabij een permanente waterpoel in de Hardingrivier. Emma Withnell was de nicht van F.T. Gregory en werd ook wel "Moeder van het Noordwesten" genoemd. De eerste kolonisten stelden Aborigines te werk als schapenhoeders, arbeiders en schapenscheerders.
Kolonisten verbonden aan de Denison Plains Association, Portland Squatting Company en de Camden Harbour Pastoral Association vestigden zich ook in het gebied. Overheidsfunctionarissen van de mislukte Camden Harbour-kolonie waaronder R.J Sholl kwamen er toe in 1865. Sholl stelde voor Tien Tsin als haven uit te bouwen en het plaatsje Roebourne op de grond van de Whitnells aan de voet van Mount Welcome te vestigen. Roebourne werd op 17 augustus 1866 officieel gesticht en werd vernoemd naar John Septimus Roe, de eerste landmeter-generaal van West-Australië. In 1866 woedde een pokkenepidemie onder de Aborigines. Emma Withnell verpleegde hen en werd later uit dank opgenomen in de Aboriginesgroep. In 1867 werden een politie-agent en Sholl als magistraat aangesteld. Er werd een postkantoor en gerechtszaal gebouwd. Het Nickol Bay District werd in 1871 gesticht. Een cycloon vernietigde in 1872 de meeste gebouwen in Roebourne waardoor deze opnieuw dienden heropgebouwd te worden. Na een bezoek van gouverneur Weld in 1871/72 kreeg Tien Tsin, dat sinds 1866 ook wel Port Walcott genoemd werd, een andere naam. De havenplaats werd Cossack hernoemd naar het schip H.M.S. Cossack waarmee Weld was aangekomen. In 1877 bestond de bevolking van Roebourne uit 428 blanken, 78 vrouwen, meer dan 600 aboriginesarbeiders (inclusief de knechten op de stations) en 1000 Aziaten. Een eerste basisschooltje werd in 1878 gebouwd. In 1887 werd het Nickol Bay Roads District ontbonden en vervangen door het Roebourne Roads Board District. Roebourne en Cossack werden gemeenten. Het district zou later nog in meerdere districten worden opgesplitst waaronder Ashburton, Tableland en Port Hedland. Roebourne en Cossack hielden op als gemeenten te functioneren in respectievelijk 1906 en 1910.
In 1872 werd koper gevonden in de Pilbara nabij Whim Creek en in de jaren 1880 goud nabij Nullagine en Marble Bar. Tegen 1885 was Roebourne door middel van een telegraaflijn verbonden met Geraldton en Perth.   Roebourne als administratief centrum van het noordwesten beleefde gouden tijden. In een omtrek van 360 kilometer waren er vierenveertig veestations actief. In 1886 werd een nieuwe gevangenis gebouwd. Er kwam een nieuw post- en telegraafkantoor, een hospitaal en een gerechtsgebouw in 1887. Deze gebouwen waren van de hand van George Temple-Poole, die in juni 1885 hoofdopzichter van publieke werken was benoemd. De gebouwen werden recht gezet door drie steenhouwers gebruik makend van de arbeid van Aboriginesgevangenen. Lokale stenen werden met ossenwagens aangesleept en jarrah afkomstig uit de regio South West werd per schip aangevoerd. Er waren veel Aboriginesgevangenen doordat de veetelers en mijnbedrijvigheid de traditionele voedselbronnen deden verdwijnen en de Aborigines achter het vee en andere voorraden aan gingen. Er werd ook een smalspoor aangelegd tussen Cossack en Roebourne waarop goederen werden vervoerd van en naar de haven in wagons voortgetrokken door paarden.
Tot 1912 groeide Roebourne waarna de neergang van het plaatsje zich inzette ten gevolge van een nieuwe spoorweg tussen Marble Bar en Port Hedland. Tijdens de Tweede Wereldoorlog trokken veel blanke mannen naar het front waardoor de achterblijvende Aborigines emancipeerden. Een grote staking van de Aborigines in 1946 zou de veetelers in nog meer problemen brengen. Roebourne begon in de jaren 1970 terug te groeien nadat het oorlogsverbod op de export van ijzererts in 1961 was opgeheven. De Roebourne Roads Board werd in 1961 vervangen door het lokaal bestuurlijk gebied Shire of Roebourne. Dampier werd de nieuwe haven voor de mijnindustrie en toen het havenplaatsje uit zijn voegen barstte werd Karratha gesticht. Karratha werd het administratief centrum voor de Shire of Roebourne in 1975 en op 1 juli 2014 werd de Shire of Roebourne vervangen door de City of Karratha.
In de jaren 1960/70 werden door mijnbedrijven nieuwe gesloten mijnwerkersdorpen zoals Wyckham opgericht rond Roebourne. De overheid kocht slabakkende schapenstations op om ze onder het beheer van Aboriginesgroepen te plaatsen. Administraties en diensten verplaatsten zich naar Karratha. Aldus veranderde de bevolking van Roebourne van aard en in 1989 woonde 80% van de Aborigines uit het district in Roebourne. De dood van de Aboriginesjongen John Pat tijdens schermutselingen in de bar van het Victoria Hotel in Roebourne en de daaropvolgende vrijspraak voor de vijf beschuldigde politieagenten door een volledig blanke jury leidde in de jaren 1980 tot onrust en er werd een commissie opgericht die meerdere gevallen van in politiecellen gestorven Aborigines diende te onderzoeken.
Tegenwoordig is Roebourne met zijn historisch erfgoed en toegang tot de nationale parken in het binnenland een toeristische uitvalsbasis :

## Toerisme
- De Roebourne-erfgoedroute is een 5 of 8 kilometer lange wandeling langs de historische gebouwen van Roebourne.
- De voormalige gevangenis van Roebourne herbergt het VVV-kantoor en een streekmuseum.
- De Ngurin Bush Tucker Trail is een wandeling vanuit het dorp met informatieborden over eetbare planten uit de omgeving.[10]
- De Mount Welcome Lookout biedt een uitzicht over Roebourne en omgeving.
- De Emma Withnell Heritage Trail is een route die men met de auto of te voet kan afleggen en ook historische plaatsen als Cossack en Point Samson aandoet.
- Op een kleine 150 kilometer van Roebourne ligt het nationaal park Millstream-Chichester met tal van wandelroutes en waterpoelen langs de rivier Fortescue.
- De Harding Dam bevat Roebourne's drinkwater en heeft bospaden rondom.

## Transport
Roebourne ligt langs de North West Coastal Highway. De  busdienst van 'Inegrity Coach Lines' tussen Perth en Broome stopt in Karrathe. Vanuit Karratha verzorgt 'TransKarratha' busvervoer naar de omliggende dorpen waaronder Roebourne.
Roebourne heeft een startbaan:  Roebourne Airport (ICAO: YROE).

## Galerij

Historische gebouwen in Roebourne
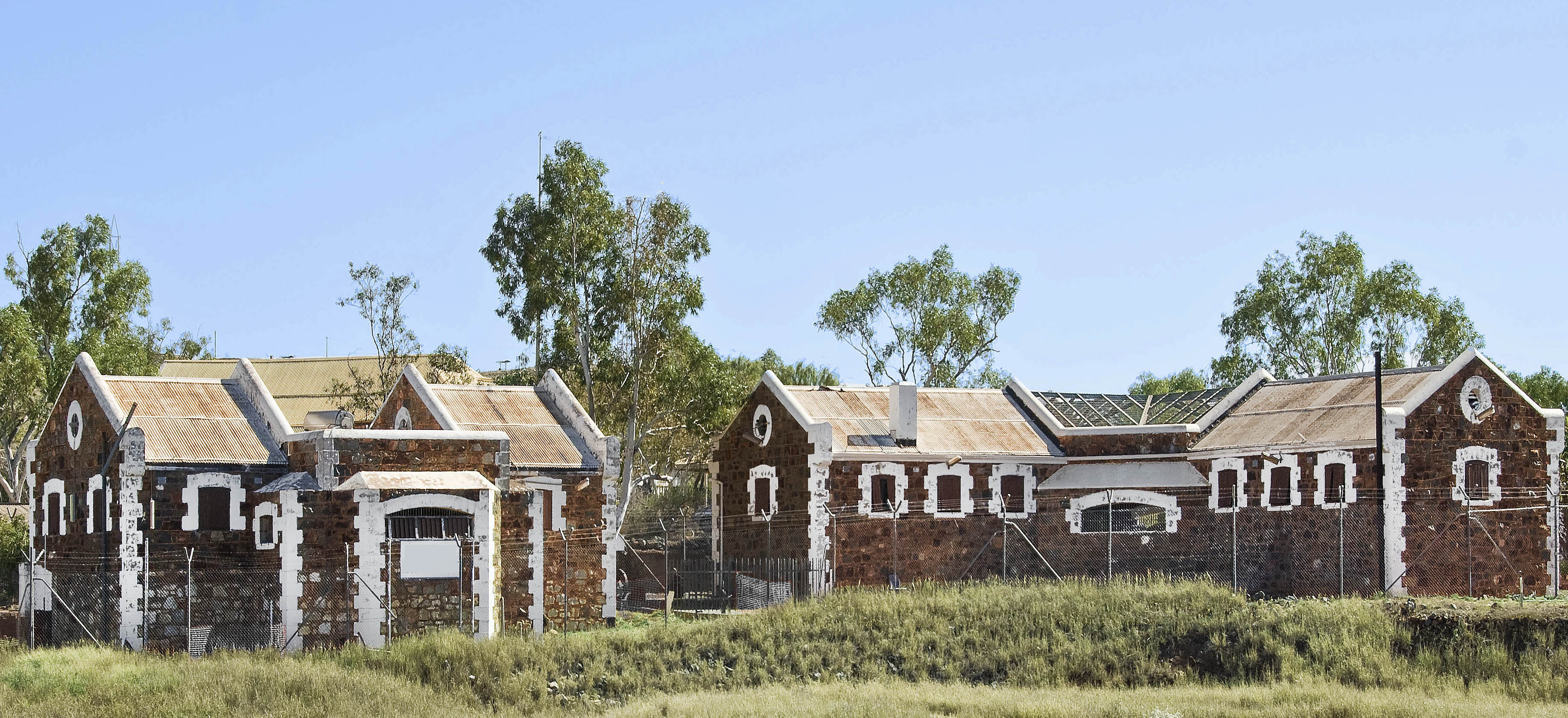
Voormalige gevangenis
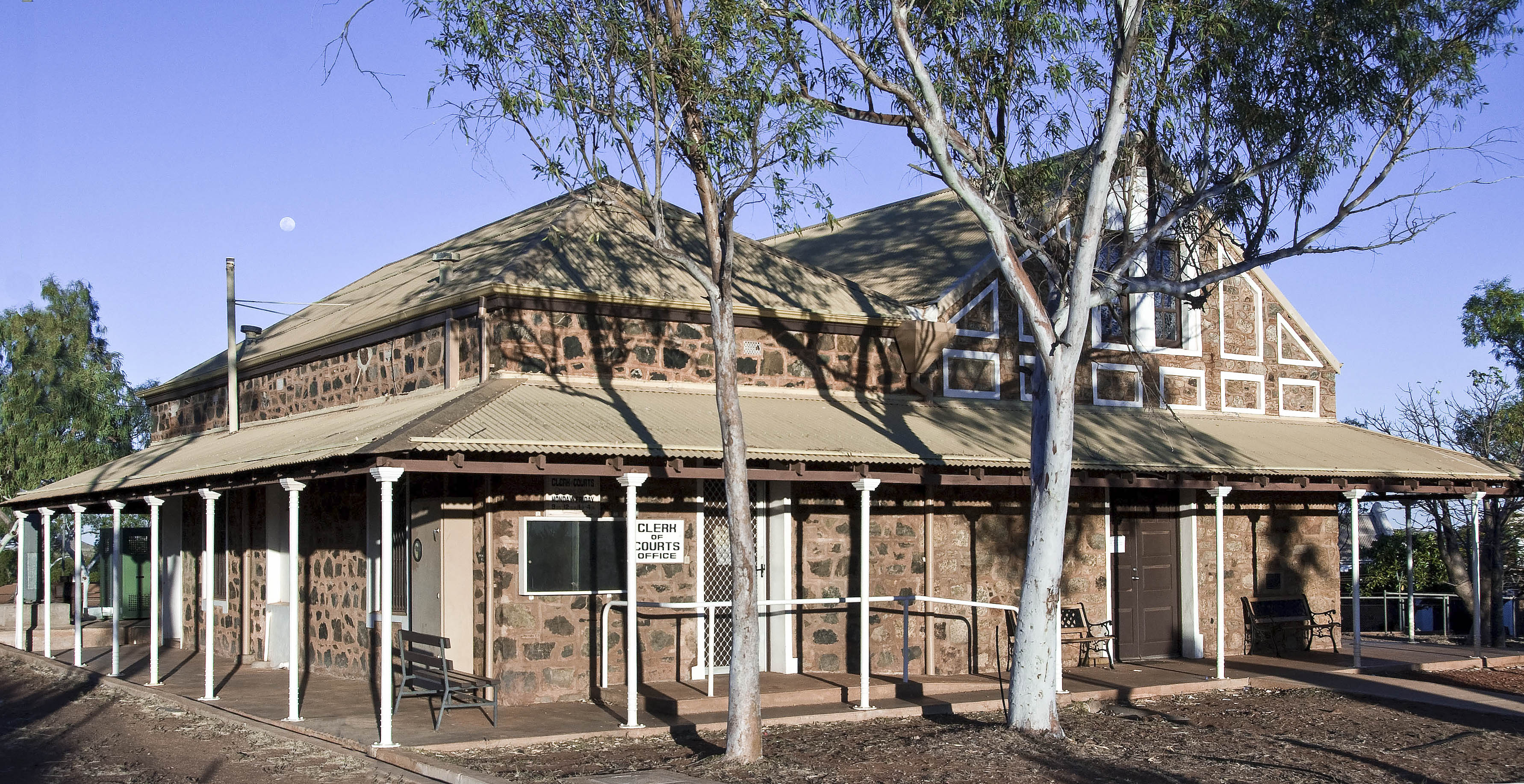
Voormalig gerechtsgebouw
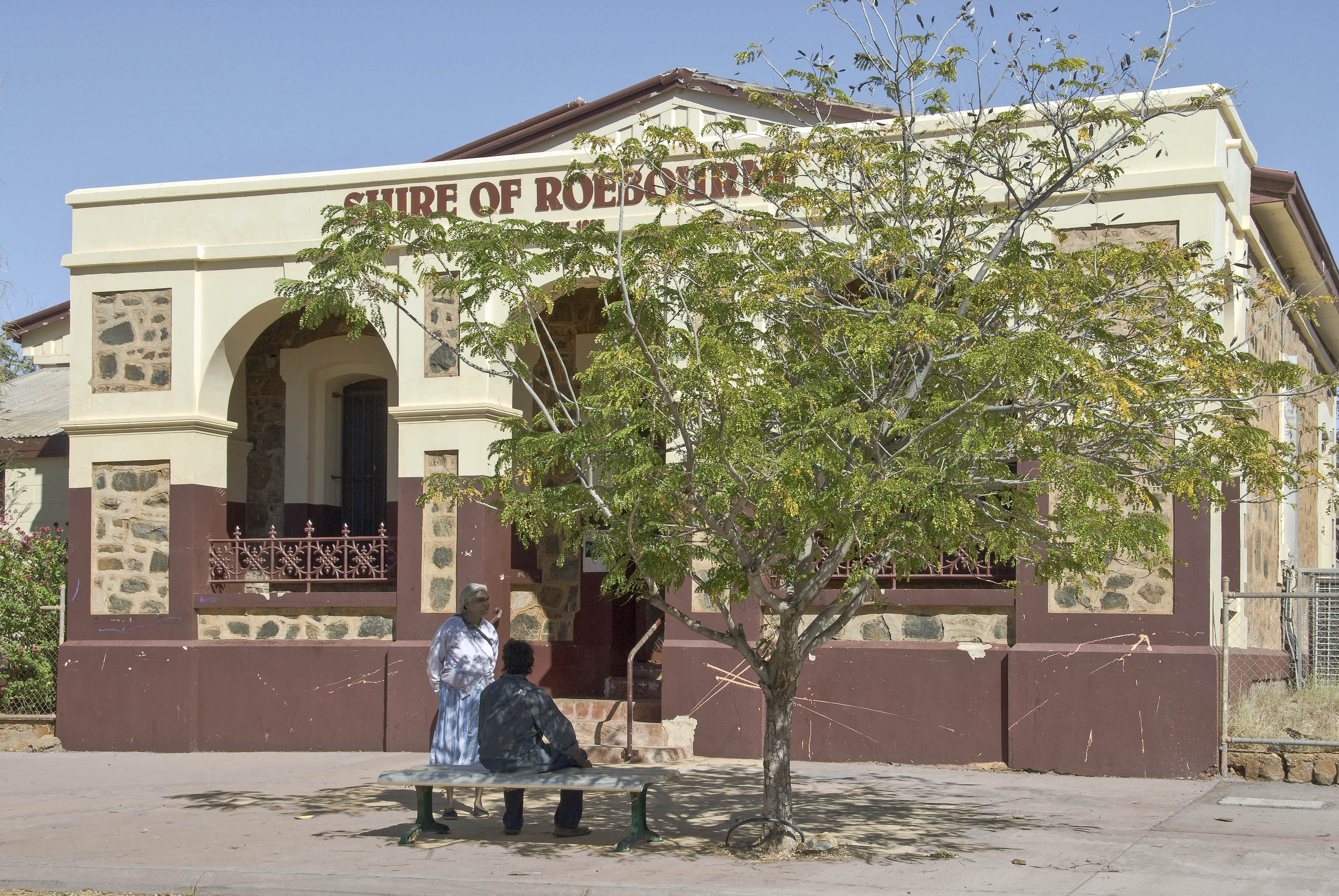
Voormalig administratief gebouw
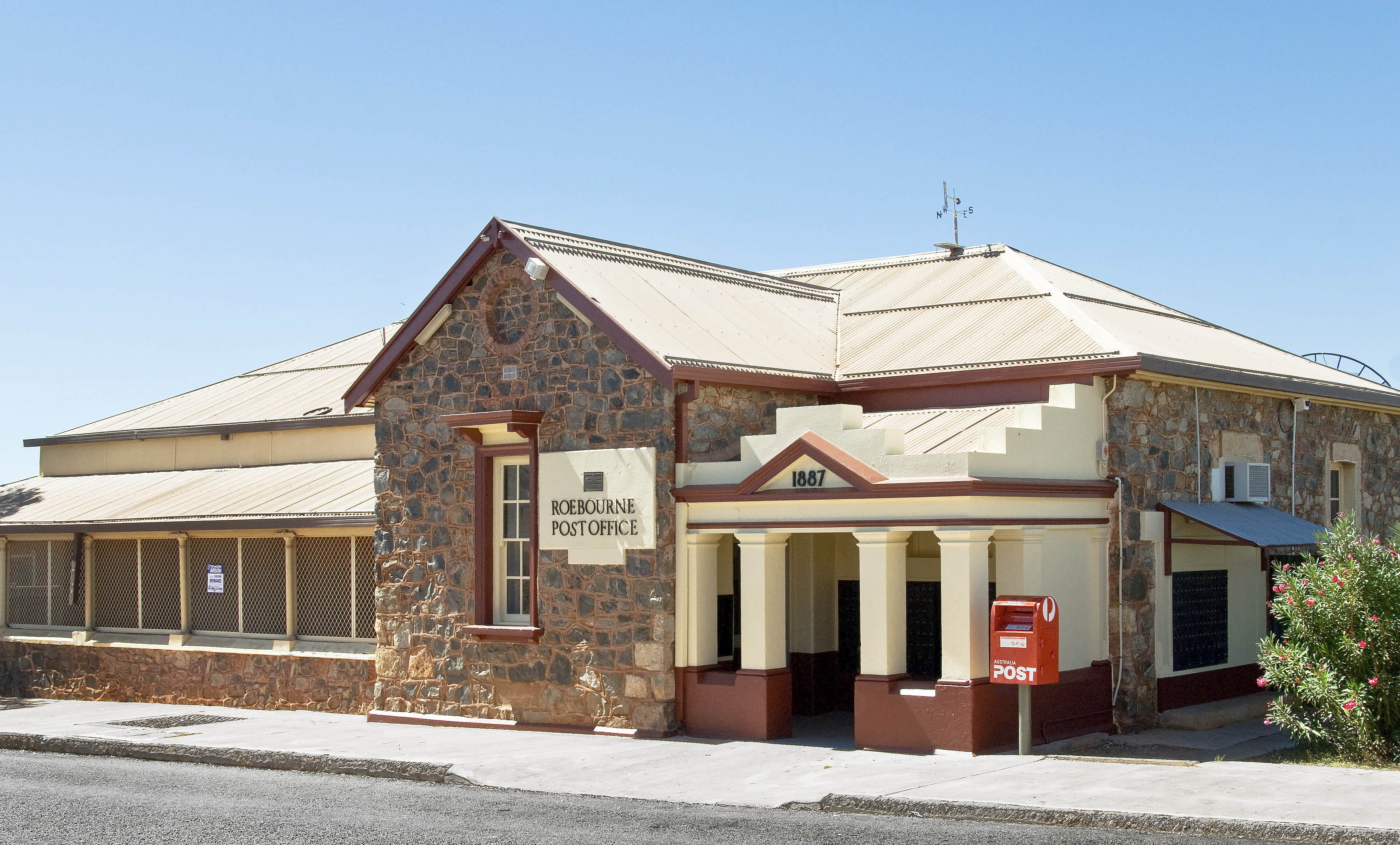
Postkantoor

## Klimaat
Roebourne kent een steppeklimaat.
| Maand                                  | jan  | feb  | mrt  | apr  | mei  | jun  | jul  | aug  | sep  | okt  | nov  | dec  | Jaar  |
| -------------------------------------- | ---- | ---- | ---- | ---- | ---- | ---- | ---- | ---- | ---- | ---- | ---- | ---- | ----- |
| Gemiddeld maximum (°C)                 | 38,7 | 38,0 | 37,6 | 35,4 | 30,5 | 27,0 | 26,8 | 29,1 | 32,6 | 35,7 | 38,0 | 39,0 | 34,0  |
| Gemiddeld minimum (°C)                 | 26,2 | 26,2 | 25,3 | 22,2 | 18,3 | 15,3 | 13,6 | 14,5 | 16,8 | 19,7 | 22,6 | 24,9 | 20,5  |
|                                        |      |      |      |      |      |      |      |      |      |      |      |      |       |
| Neerslag (mm)                          | 61,3 | 66,6 | 63,6 | 28,2 | 28,4 | 30,9 | 13,5 | 4,9  | 1,3  | 0,8  | 1,5  | 12,2 | 313,2 |
| Regendagen (dag)                       | 2,4  | 3,4  | 2,6  | 1,0  | 1,7  | 1,7  | 1,1  | 0,6  | 0,2  | 0,2  | 0,2  | 0,7  | 15,8  |
| Relatieve luchtvochtigheid (%)         | 40   | 44   | 38   | 34   | 37   | 39   | 34   | 29   | 27   | 27   | 29   | 33   | 34,2  |
| Bron: Australian Bureau of Meteorology |      |      |      |      |      |      |      |      |      |      |      |      |       |

Cossack · Dampier · Goldsworthy · Jigalong · Karratha · Marble Bar · Newman · Nullagine · Onslow · Pannawonica · Paraburdoo · Point Samson · Port Hedland · Roebourne · Shay Gap · South Hedland · Telfer · Tom Price · Whim Creek · Wickham · Wittenoom